# الموتى السائرون (الموسم 6)
الموسم السادس من مسلسل الموتى السائرون، مسلسل رعب ودراما أمريكي عرض على قناة «AMC»، في 11 أكتوبر، 2015، واستمر لستة عشرة حلقة حتى 3 أبريل، 2016.

## الممثلين والشخصيات

### شخصيات رئيسية
- أندرو لينكولن بدور ريك غرايمز بطل المسلسل، شرطي سابق من مقاطعة كينغ، في ولاية جورجيا
- نوررمان ريديس بدور ديرل ديكسن
- ستيف يون بدور غلين ري، فتى توصيل بيتزا سابق
- لورين كوهان بدور ماغي غرين، ابنة هيرشل الكبرى
- تشاندلر ريغس بدور كارل غرايمز، أبن ريك ولوري
- داناي غوريرا بدور ميشون
- ميليسا مكبرايد بدور كارول بيليتير، صديقة لوري المقربة منذ بدأ الأحداث
- ليني جيمس بدور مورغان جونز
- مايكل كادليتز بدور أبراهام فورد
- سونيكوا مارتن غرين بدور ساشا ويليامز

## الحلقات
طالع أيضاً: قائمة حلقات الموتى السائرون
| التسلسل الإجمالي | تسلسل الموسم | عنوان الحلقة "بالإنجليزية" | إخراج                | كتابة                          | تاريخ العرض    | عدد المشاهدين (بالمليون) |
| ---------------- | ------------ | -------------------------- | -------------------- | ------------------------------ | -------------- | ------------------------ |
| 68               | 1            | «First Time Again»         | غريغ نيكوتيرو        | سكوت إم. إغيمبل وماثيو نيغريتي | 11 أكتوبر 2015 | 14.63                    |
| 69               | 2            | «JSS»                      | جينيفر لينتش         | سيث هوفمان                     | 18 أكتوبر 2015 | 12.18                    |
| 70               | 3            | «Thank You»                | مايكل سلوفيس         | أنجيلا كانغ                    | 25 أكتوبر 2015 | 13.14                    |
| 71               | 4            | «Here's Not Here»          | ستيفن ويليامز        | سكوت إم. غيمبل                 | 1 نوفمبر 2015  | 13.34                    |
| 72               | 5            | «Now»                      | آفي يوابيان          | كوري ريد                       | 8 نوفمبر 2015  | 12.44                    |
| 73               | 6            | «Always Accountable»       | جيفري أف. جانيواري   | هيذر بيلسون                    | 15 نوفمبر 2015 | 12.87                    |
| 74               | 7            | «Heads Up»                 | ديفيد بويد           | تشانينغ بويل                   | 22 نوفمبر 2015 | 13.22                    |
| 75               | 8            | «Start to Finish»          | مايكل إي. ساترازيميس | ماثيو نيغريتي                  | 29 نوفمبر 2015 | 13.98                    |
| 76               | 9            | «No Way Out»               | غريغ نيكوتيرو        | سيث هوفمان                     | 14 فبراير 2016 | 13.74                    |
| 77               | 10           | «The Next World»           | كاري سكوغلاند        | أنجيلا كانغ وكوري ريد          | 21 فبراير 2016 | 13.48                    |
| 78               | 11           | «Knots Untie»              | مايكل إي. ساترازيميس | ماثيو نيغريتي وتشانينغ بويل    | 28 فبراير 2016 | 12.79                    |
| 79               | 12           | «Not Tomorrow Yet»         | غريغ نيكوتيرو        | سيث هوفمان                     | 6 مارس 2016    | 12.82                    |
| 80               | 13           | «The Same Boat»            | بيلي غيرهارت         | أنجيلا كانغ                    | 13 مارس 2016   | 12.53                    |
| 81               | 14           | «Twice as Far»             | ألريك رايلي          | ماثيو نيغريتي                  | 20 مارس 2016   | 12.69                    |
| 82               | 15           | «East»                     | مايكل إي. ساترازيميس | سكوت إم. غيمبل وتشانينغ بويل   | 27 مارس 2016   | 12.38                    |
| 83               | 16           | «Last Day on Earth»        | غريغ نيكوتيرو        | سكوت إم. غيمبل وماثيو نيغريتي  | 3 أبريل 2016   | 14.19                    |

## الإصدار المنزلي
صدر الموسم السادس من مسلسل الموتى السائرون على قرص مدمج (DVD وBlu-ray) في الولايات المتحدة وكندا في 23 أغسطس، 2016.

## وصلات خارجية
- الموقع الرسمي
- قائمة حلقات الموتى السائرون (الموسم 6)  على قاعدة بيانات الأفلام على الإنترنت